# Groupe Caisse d'épargne
Groupe Caisse d'épargne var en fransk sammenslutning af sparekasser, der blev grundlagt i 1818. Sammenslutningen opnåede at etablere ca. 4.700 filialer i Frankrig og drev også en investeringsbank, Natixis, og et realkreditinstitut, Crédit Foncier. Sammenslutningen beskæftigede i 2007 52.000 medarbejdere og var den næststørste kooperative bankgruppe i verden, efter Crédit Agricole. Det var den fjerdestørste bankgruppe i Frankrig og var nr. 25 på listen over verdens største banker målt på balancen i 2008.
I oktober 2008 tabte Groupe Caisse d'épargne €751 million (DKK 5,6 mia.) på derivater, på et tidspunkt, hvor finansmarkederne var urolige som følge af finanskrisen.
Kort efter tabet meddelte Groupe Caisse d'épargne, at gruppen ville fusionere med en anden sparekasse, Groupe Banque Populaire, men endte i stedet med i juli 2009 at fusionere med BFBP (Banque fédérale des banques populaires), der herefter videreførte det fusionerede pengeinstitut under navnet BPCE, Frankrigs næststørste bank.
Groupe Caisse d'épargne var i 2006-2010 sponsor for det spanke cykelhold Caisse d'Epargne, der i dag drives under navnet Team Movistar.

## Eksterne links
- Groupe Caisse d'épargne official site (fransk)